# Axel Noack
Axel Noack (República Democrática Alemana, 23 de septiembre de 1961) es un atleta alemán retirado especializado en la prueba de 5 km marcha, en la que consiguió ser medallaista de bronce europeo en pista cubierta en 1990.

## Carrera deportiva
En el Campeonato Europeo de Atletismo en Pista Cubierta de 1990 ganó la medalla de bronce en los 5 km marcha, con un tiempo de 19:08.36 segundos, tras el soviético Mikhail Shchennikov y el italiano Giovanni De Benedictis.